# Викружка

Викружка на ескізі № 5

Ви́кружка (трохил) — угнутий профіль («облом»), що в своїм окресленні має чверть кола або кривої, близької до цієї форми.
Існують:
- Викружка пряма (прямий трохил) — центр, що описана ним дуга міститься знизу, і профіль має начебто тримальну функцію;
- Викружка зворотна (зворотний трохил) — центр, що описана ним дуга міститься вгорі, й профіль начебто спирається на підніжжя.